# Lijst van voetbalinterlands Griekenland - Nederland (mannen)
Deze lijst van voetbalinterlands is een overzicht van alle officiële voetbalwedstrijden tussen de nationale teams van Griekenland en Nederland. De landen hebben tot op heden elf keer tegen elkaar gespeeld. De eerste ontmoeting, een vriendschappelijke wedstrijd, was op 16 februari 1972 in Athene. De laatste confrontatie, een kwalificatiewedstrijd voor het Europees kampioenschap voetbal 2024, vond plaats in de Griekse hoofdstad op 16 oktober 2023.

## Wedstrijden
| №  | № NED | Datum        | Plaats           | Competitie           | Wedstrijd               | Uitslag |
| -- | ----- | ------------ | ---------------- | -------------------- | ----------------------- | ------- |
| 1  | 320   | Athene       | 16 februari 1972 | Vriendschappelijk    | Griekenland − Nederland | 0 – 5   |
| 2  | 389   | Napels       | 11 juni 1980     | EK 1980              | Nederland − Griekenland | 1 – 0   |
| 3  | 405   | Eindhoven    | 14 april 1982    | Vriendschappelijk    | Nederland − Griekenland | 1 – 0   |
| 4  | 436   | Rotterdam    | 25 maart 1987    | EK 1988 kwalificatie | Nederland − Griekenland | 1 – 1   |
| 5  | 442   | Rodos        | 16 december 1987 | EK 1988 kwalificatie | Griekenland − Nederland | 0 – 3   |
| 6  | 472   | Rotterdam    | 21 november 1990 | EK 1992 kwalificatie | Nederland − Griekenland | 2 – 0   |
| 7  | 479   | Thessaloniki | 4 december 1991  | EK 1992 kwalificatie | Griekenland − Nederland | 0 – 2   |
| 8  | 610   | Eindhoven    | 28 april 2004    | Vriendschappelijk    | Nederland − Griekenland | 4 – 0   |
| 9  | 772   | Eindhoven    | 1 september 2016 | Vriendschappelijk    | Nederland − Griekenland | 1 – 2   |
| 10 | 850   | Eindhoven    | 7 september 2023 | EK 2024 kwalificatie | Nederland − Griekenland | 3 − 0   |
| 11 | 853   | Athene       | 16 oktober 2023  | EK 2024 kwalificatie | Griekenland − Nederland | 0 − 1   |

## Samenvatting
| Competitie        | Totaal gespeeld | Winst Griekenland | Gelijk | Winst Nederland | Doelsaldo Griekenland – Nederland |
| ----------------- | --------------- | ----------------- | ------ | --------------- | --------------------------------- |
| EK-eindronde      | 1               | 0                 | 0      | 1               | 0 − 1                             |
| EK-kwalificatie   | 6               | 0                 | 1      | 5               | 1 − 12                            |
| Vriendschappelijk | 4               | 1                 | 0      | 3               | 2 − 11                            |
| Totaal            | 11              | 1                 | 1      | 9               | 3 − 24                            |

Wedstrijden bepaald door strafschoppen worden, in lijn met de FIFA, als een gelijkspel gerekend.

## Details

### Eerste ontmoeting
| Vriendschappelijk (Athene, Griekenland, 16 februari 1972): |       |                                                                                             |
| Griekenland                                                | 0 – 5 | Nederland                                                                                   |
|                                                            | goals | 4' Barry Hulshoff 42' Barry Hulshoff 56' Johan Cruijff 60' Johan Neeskens 82' Johan Cruijff |

### Tweede ontmoeting
| EK 1980 (Napels, Italië, 11 juni 1980): |       |             |
| Nederland                               | 1 – 0 | Griekenland |
| Kees Kist 67' (pen.)                    | goals |             |

### Derde ontmoeting
| Vriendschappelijk (Eindhoven, Nederland, 14 april 1982): |       |             |
| Nederland                                                | 1 – 0 | Griekenland |
| Edo Ophof 54'                                            | goals |             |

### Vierde ontmoeting
| EK 1988 kwalificatie (Rotterdam, Nederland, 25 maart 1987): |       |                        |
| Nederland                                                   | 1 – 1 | Griekenland            |
| Marco van Basten 56'                                        | goals | 5' Dimitrios Saravakos |

### Vijfde ontmoeting
| EK 1988 kwalificatie (Rodos, Griekenland, 16 december 1987): |       |                                                       |
| Griekenland                                                  | 0 – 3 | Nederland                                             |
|                                                              | goals | 19' Ronald Koeman 74' Hans Gillhaus 81' Hans Gillhaus |

### Zesde ontmoeting
| EK 1992 kwalificatie (Rotterdam, Nederland, 21 november 1990): |       |             |
| Nederland                                                      | 2 – 0 | Griekenland |
| Dennis Bergkamp 8' Marco van Basten 19'                        | goals |             |

68

### Zevende ontmoeting
| EK 1992 kwalificatie (Thessaloniki, Griekenland, 4 december 1991): |              | |
| Griekenland | 0 – 2        | Nederland |
| | goals        | 40' Dennis Bergkamp 87' Danny Blind |
| Antonis Georgiadis | bondscoach   | Rinus Michels |
| Nikos Sarganis Pavlos Papaioannou 46' Kostas Lagonidis Giannis Kallitzakis Giorgos Mitsibonas Giotis Tsalouhidis Dimitris Saravakos Giorgos Papadopoulos Nikos Tsiantakis Nikos Nioplias Vasilis Karapialis 61' | opstellingen | Hans van Breukelen Danny Blind Ronald Koeman Adri van Tiggelen 72' Frank Rijkaard Jan Wouters Erwin Koeman Richard Witschge Dennis Bergkamp 85' Wim Kieft Marco van Basten |
| Nikos Karageorgiou 46' Giorgos Toursounidis 61' | wissels      | 72' Aron Winter 85' Peter Bosz |
| - Debuut van Peter Bosz (Feyenoord) voor Nederland. |              | |

### Achtste ontmoeting
| Vriendschappelijk (Eindhoven, Nederland, 28 april 2004): |              | |
| Nederland | 4 – 0        | Griekenland |
| Roy Makaay 50' Boudewijn Zenden 58' John Heitinga 61' Pierre van Hooijdonk 89' | goals        | |
| Dick Advocaat | bondscoach   | Otto Rehhagel |
| Edwin van der Sar John Heitinga Jaap Stam 46' Wilfred Bouma Giovanni van Bronckhorst Mark van Bommel 46' Clarence Seedorf Rafael van der Vaart 65' Roy Makaay Patrick Kluivert 74' Boudewijn Zenden | opstellingen | Antonis Nikopolidis 81' Giourkas Seitaridis 65' Takis Fyssas Nikos Dabizas Traianos Dellas Giannis Goumas 46' Thodoris Zagorakis 46' Stelios Giannakopoulos 46' Zisis Vryzas 46' Giorgos Karagounis 46' Demis Nikolaidis |
| Michael Reiziger 46' Wesley Sneijder 46' Pierre van Hooijdonk 65' Paul Bosvelt 74' | wissels      | 46' Angelos Basinas 46' Vasilis Lakis 46' Dimitris Papadopoulos 46' Vasilis Tsiartas 46' Angelos Charisteas 65' Stelios Venetidis 81' Giorgos Georgiadis                                                                 |
| Mark van Bommel 19' | gele kaarten | |

### Negende ontmoeting
| Vriendschappelijk (Eindhoven, Nederland, 1 september 2016): |              | |
| Nederland | 1 – 2        | Griekenland |
| Georginio Wijnaldum 14' | goals        | 29' Konstantinos Mitroglou 74' Giannis Gianniotas |
| Danny Blind | bondscoach   | Michael Skibbe |
| Jeroen Zoet Joël Veltman Jeffrey Bruma Daley Blind Jetro Willems 80' Kevin Strootman 65' Wesley Sneijder 65' Georginio Wijnaldum 72' Steven Berghuis Vincent Janssen Quincy Promes 72' | opstellingen | 46' Orestis Karnezis 46' Vasilis Torosidis 46' Kostas Manolas Giorgos Tzavelas Sokratis Papastathopoulos Giannis Maniatis Andreas Samaris 83' Petros Mantalos 46' Iosif Holevas 56' Kostas Fortounis Kostas Mitroglou |
| Jorrit Hendrix 65' Davy Pröpper 65' Davy Klaassen 72' Luciano Narsingh 72' Bas Dost 80'                                                                                                | wissels      | 46' Stefanos Kapino 46' Kostas Stafylidis 46' Kyriakos Papadopoulos 46' Tasos Bakasetas 56' Giannis Gianniotas 83' Nikolaos Karelis                                                                                   |
| Steven Berghuis 75' | gele kaarten | 10' Kostas Manolas |
| - Debuut (en enige interland) van Jorrit Hendrix (PSV) voor Nederland. |              | |

EPO · A-internationals · Bondscoaches · Selecties · Grieks vrouwenelftal · Olympisch elftal · Griekenland U21 · Griekenland U20 · Griekenland U19 · Griekenland U18 · Griekenland U17 · Griekenland U16
1920 – 1929 ·
1930 – 1939 ·
1940 – 1949 ·
1950 – 1959 ·
1960 – 1969 ·
1970 – 1979 ·
1980 – 1989 ·
1990 – 1999 ·
2000 – 2009 ·
2010 – 2019 ·
2020 − 2029
EK 1980 · 
EK 2004 · 
EK 2008 · 
EK 2012
WK 1994 · 
WK 2010 · 
WK 2014
OS 1920 · 
OS 1952 · 
OS 2004
1920 · 
1921–1928 · 
1929 · 
1930 · 
1931 · 
1932 · 
1933 · 
1934 · 
1935 · 
1936 · 
1937 · 
1938 · 
1939–1947 · 
1948 · 
1949 · 
1950 · 
1952 · 
1952 · 
1953 · 
1954 · 
1955 · 
1956 · 
1957 · 
1958 · 
1959 · 
1960 · 
1961 · 
1962 · 
1963 · 
1964 · 
1965 · 
1966 · 
1967 · 
1968 · 
1969 · 
1970 · 
1971 · 
1972 · 
1973 · 
1974 · 
1975 · 
1976 · 
1977 · 
1978 · 
1979 · 
1980 · 
1981 · 
1982 · 
1983 · 
1984 · 
1985 · 
1986 · 
1987 · 
1988 · 
1989 · 
1990 · 
1991 ·
1992 · 
1993 · 
1994 · 
1995 · 
1996 · 
1997 · 
1998 · 
1999 · 
2000 · 
2001 · 
2002 · 
2003 · 
2004 · 
2005 · 
2006 · 
2007 · 
2008 · 
2009 · 
2010 · 
2011 · 
2012 · 
2013 · 
2014 · 
2015 · 
2016 · 
2017 · 
2018 ·
2019 ·
2020 ·
2021 ·
2022 ·
2023
Albanië ·
Argentinië ·
Armenië ·
Australië ·
België ·
Bolivia ·
Bosnië en Herzegovina ·
Brazilië ·
Bulgarije ·
Canada ·
Chili ·
Colombia ·
Costa Rica ·
Cyprus ·
Denemarken ·
DDR · 
Duitsland ·
Ecuador · 
Egypte ·
El Salvador ·
Engeland ·
Estland ·
Ethiopië ·
Faeröer ·
Finland ·
Frankrijk ·
Georgië ·
Ghana ·
Gibraltar ·
Honduras ·
Hongarije ·
Ierland ·
IJsland ·
Israël ·
Italië ·
Ivoorkust ·
Japan ·
Joegoslavië ·
Kameroen ·
Kazachstan ·
Kosovo ·
Kroatië ·
Letland ·
Libië ·
Liechtenstein ·
Litouwen ·
Luxemburg ·
Malta ·
Marokko ·
Mexico ·
Moldavië ·
Montenegro ·
Nederland ·
Nieuw-Zeeland ·
Nigeria ·
Noord-Ierland ·
Noord-Korea · 
Noorwegen ·
Oekraïne ·
Oostenrijk ·
Palestina ·
Paraguay · 
Polen ·
Portugal ·
Qatar ·
Roemenië ·
Rusland ·
San Marino ·
Saoedi-Arabië · 
Schotland ·
Senegal · 
Servië · 
Slovenië ·
Slowakije ·
Sovjet-Unie ·
Spanje ·
Syrië ·
Tsjechië ·
Tsjecho-Slowakije ·
Turkije ·
Verenigde Staten ·
Wales ·
Wit-Rusland · 
Zuid-Korea ·
Zweden ·
Zwitserland
Colombia (2014) · 
Costa Rica (2014) · 
Duitsland (2012) · 
Ivoorkust (2014) · 
Japan (2014) ·
Polen (2012) ·
Portugal (2004, 2) · 
Rusland (2008) ·
Rusland (2012) ·
Spanje (2008) ·
Tsjechië (2012) ·
Zuid-Korea (2010) ·
Zweden (2008)
KNVB ·
A-internationals ·
Bondscoaches (m) ·
Topscorers ·
Nederlands vrouwenelftal ·
Bondscoaches (v) ·
Nederland B ·
Olympisch elftal ·
Jong Oranje ·
Nederland –20 ·
Nederland –19 ·
Nederland –18 ·
Nederland –17 ·
Nederland –16 ·
Nederland –15 ·
Nederlands amateurelftal ·
Nederlands zaterdagelftal ·
Jong OranjeLeeuwinnen ·
Vrouwen –20 ·
Vrouwen –19 ·
Vrouwen –18 ·
Vrouwen –17 ·
Vrouwen –16 ·
Vrouwen –15 ·
Militair mannenelftal ·
Militair vrouwenelftal ·
Strandteam ·
Vrouwen Strandteam ·
Futsalteam ·
Vrouwen Futsalteam

EK-wedstrijden ·
WK-wedstrijden ·
Resultaten kwalificaties en eindronden ·
Nederland B-wedstrijden ·
Officieuze wedstrijden ·
EK-wedstrijden vrouwen ·
WK-wedstrijden vrouwen ·
Resultaten vrouwen kwalificaties en eindronden
1905 – 1919 ·
1920 – 1929 ·
1930 – 1939 ·
1940 – 1949 ·
1950 – 1959 ·
1960 – 1969 ·
1970 – 1979 ·
1980 – 1989 ·
1990 – 1999 ·
2000 – 2009 ·
2010 – 2019 ·
2020 – 2029
2015 ·
2016 ·
2017 ·
2018 ·
2019 ·
2020 ·
2021 · 
2022
EK's: 1976 · 
1980 · 
1988 · 
1992 · 
1996 · 
2000 · 
2004 · 
2008 · 
2012 · 
2020 · 
2024
WK's: 1934 · 
1938 · 
1974 · 
1978 · 
1990 · 
1994 · 
1998 · 
2006 · 
2010 · 
2014 · 
2022
OS: 1908 ·
1912 ·
1920 ·
1924 ·
1928 ·
1948 ·
1952 ·
2008
Albanië ·
Andorra ·
Argentinië ·
Armenië ·
Australië ·
België ·
Bosnië en Herzegovina ·
Brazilië ·
Bulgarije ·
Canada ·
Chili ·
China ·
Colombia ·
Costa Rica ·
Curaçao ·
Cyprus ·
DDR ·
Denemarken ·
Duitsland ·
Ecuador ·
Egypte ·
Engeland ·
Estland ·
Faeröer ·
Finland ·
Frankrijk ·
GOS · 
Georgië ·
Ghana ·
Gibraltar ·
Griekenland ·
Hongarije ·
Ierland ·
IJsland ·
Indonesië ·
Iran ·
Israël ·
Italië ·
Ivoorkust ·
Japan ·
Joegoslavië ·
Kameroen ·
Kazachstan ·
Kroatië ·
Letland ·
Liechtenstein ·
Luxemburg ·
Malta ·
Marokko ·
Mexico ·
Moldavië ·
Montenegro ·
Nederlandse Antillen ·
Nigeria ·
Noord-Ierland ·
Noord-Macedonië ·
Noorwegen ·
Oekraïne ·
Oostenrijk ·
Paraguay ·
Peru ·
Polen ·
Portugal ·
Qatar ·
Roemenië ·
Rusland ·
Saarland ·
San Marino ·
Saoedi-Arabië ·
Schotland ·
Senegal ·
Servië en Montenegro ·
Slovenië ·
Slowakije ·
Sovjet-Unie ·
Spanje ·
Suriname ·
Thailand ·
Tsjechië ·
Tsjecho-Slowakije ·
Tunesië ·
Turkije ·
Uruguay ·
Verenigd Koninkrijk ·
Verenigde Staten ·
Wales ·
Wit-Rusland ·
Zuid-Afrika ·
Zuid-Korea ·
Zweden ·
Zwitserland
Argentinië (1978) ·
Argentinië (2006) ·
Argentinië (2014) ·
Argentinië (2022) ·
Australië (2014) ·
Brazilië (2014) ·
Chili (2014) · 
Costa Rica (2014) ·
Denemarken (2010) ·
Denemarken (2012) ·
Duitsland (2012) · 
Ecuador (2022) · 
Frankrijk (2008) ·
Italië (2008) ·
Ivoorkust (2006) ·
Japan (2010) ·
Kameroen (2010) ·
Mexico (2014) · 
Noord-Macedonië (2021) · 
Oekraïne (2021) · 
Oostenrijk (2021) · 
Portugal (2006) ·
Portugal (2012) ·
Portugal (2019) ·
Qatar (2022) ·
Roemenië (2008) ·
Rusland (2008) ·
San Marino (2011) ·
Senegal (2022) ·
Servië en Montenegro (2006) ·
Sovjet-Unie (1988) ·
Spanje (2010) ·
Spanje (2014) ·
Tsjechië (2021) · 
Uruguay (2010) ·
Verenigde Staten (2022) · 
West-Duitsland (1974)